# Norman Hunter
Norman Hunter (Gateshead, 29 de octubre de 1943 - Leeds, 17 de abril de 2020) fue un futbolista británico del Leeds United, Bristol City, Barnsley y de la selección inglesa.
Formó parte del combinado campeón de la Mundial de 1966, por lo que recibió la medalla de campeones en 2007. Ha permanecido desde entonces en la lista Football League 100 Legends. Famoso por sus entradas, era conocido como «Bites Yer Legs» Hunter. El apodo fue originado por una pancarta de los aficionados del Leeds United en la final de la FA Cup de 1972 contra el Arsenal; la pancarta simplemente decía «Norman te muerde las piernas» (Norman bites yer legs). Brian Clough popularizó este apodo al referirse a él de esta forma en un debate antes del partido en la televisión.

## Leeds United
Hunter se unió a las filas del Leeds con quince años, dejando su trabajo como electricista. Debutó con el primer equipo en 1962, formando pareja con Jack Charlton, una dupla defensiva que duró una década.
El Leeds ascendió como campeón de Segunda división en 1964 y un año después rozó el doblete como campeón de Liga y Copa; sin embargo, perdieron el título de liga por el goal-average contra el Manchester United y fueron derrotados por dos goles a uno por el Liverpool en la final de la FA Cup.
Hunter consiguió con el Leeds una Copa de la Liga, la Copa de Ferias de 1968 y 1971, y el campeonato de Liga de 1969.
En 1972, el Leeds ganó la FA Cup mediante un gol de [Allan Clarke (futbolista)|[Allan Clarke]]. La alegría de Hunter en el momento del gol fue fotografiada; al ser defensa, se encontraba justo al otro lado del campo de donde se encontraba Clarke, y un fotógrafo detrás de la portería del Leeds capturó el momento en el que saltó con los brazos y las piernas abiertos al cielo, como si fuese una estrella. Al final del partido, Hunter subió los escalones hacia la entrega de trofeos dos veces; la primera para coger su propia medalla, y la segunda para ayudar a su compañero Mick Jones, ya que había estado siendo tratado de su hombro dislocado mientras sus compañeros recogían las medallas.
En 1973 perdió dos finales, la de FA Cup frente al Sunderland, y unos días después la Supercopa de Europa frente al Milan. Este partido es uno de una serie de partidos en que participan clubes italianos que se suponen amañados por Dezso Solti. Hunter fue expulsado de este partido por venganza.
En 1974, Hunter fue el primer ganador del Premio PFA al jugador del año, que recibió al final de la temporada 1973/74.
Hunter tuvo un nuevo compañero en la defensa la siguiente temporada en Leeds, Gordon McQueen. El Leeds empezó la campaña con una racha de 29 partidos invicto, la cual llevó al equipo lograr el título liguero. Hunter formó parte de la plantilla que alcanzó la final de la Copa de Europa de 1975, la cual perdieron 2-0.

## Bristol City
Tras 540 partidos con el Leeds United, Hunter fichó por el Bristol City en 1976 a cambio de  cuarenta mil libras esterlinas, y estuvo allí durante tres temporadas, jugando 108 partidos y marcando cuatro goles. Su último partido con el Bristol City fue frente al Leeds.

## Barnsley
En 1979 Hunter fichó por el Barnsley y jugó 31 partidos antes de retirarse.

## Carrera como mánager
Hunter fue designado entrenador del Barnsley el 16 de septiembre de 1980 después de que Clarke se marchase para entrenar al Leeds. Esa temporada, Hunter llevó al equipo al segundo puesto de la Tercera División. El Barnsley acabó sexto la siguiente temporada y si no hubiese sido por una mala racha en febrero habría ascendido. El equipo empezó a desmoronarse al final de esa temporada y, a pesar de llegar a la quinta ronda de la FA Cup, solo pudieron acabar undécimos en la siguiente temporada. En la temporada 1983/84 el equipo pasó apuros tras un buen comienzo, y con el equipo quinto por la cola, Hunter fue despedido el 8 de febrero de 1984. Una semana después firmó como entrenador del West Bromwich Albion hasta junio de 1985.
Hunter, más tarde, fichó por el Rotherham United, pero no pudo repetir el éxito alcanzado con el Barnsley en los primeros años y fue despedido el 9 de diciembre de 1987.
Su última aventura como entrenador llegó en septiembre y octubre de 1988, con su retorno a Leeds tras la destitución de su antiguo compañero de equipo en este equipo Billy Bremner. Su mandato duró tan solo tres partidos, antes de que Howard Wilkinson fuese contratado como mánager. En 1989 se convirtió en entrenador del Bradford City pero fue despedido en febrero de 1990.

## Carrera internacional

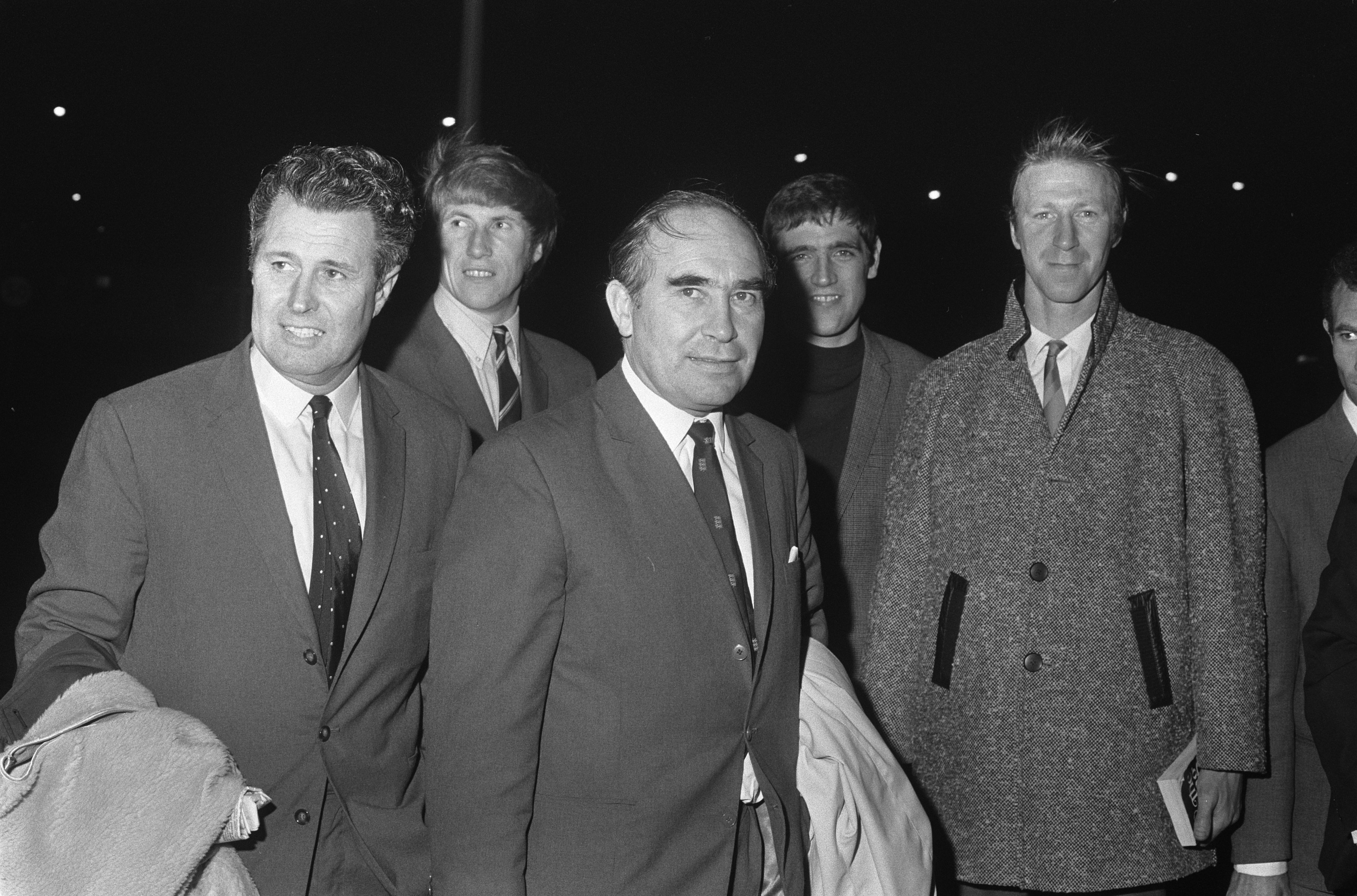
El equipo de fútbol inglés llega a Schiphol para el partido contra el equipo holandés. Fecha: 3 de noviembre de 1969 Ubicación: Noord-Holland,

Hunter debutó con Inglaterra en 1965, pero la existente pareja de centrales formada por Jack Charlton y Bobby Moore hizo que pasase la mayor parte de su carrera como internacional como suplente, jugando en 28 ocasiones. Estuvo en el equipo campeón de la Copa del Mundo del 66 pero nunca llegó a jugar.
Hunter marcó el gol de la victoria contra España en los cuartos de final de la Eurocopa de 1968, entonces jugó de titular tanto la derrota en semifinales contra Yugoslavia por 1-0 y la victoria por 2-0 frente la URSS en el partido por el tercer puesto. Pasó un corto periodo de 1970 lesionado pero entró en el equipo de Alf Ramsey para el Mundial de México, sin embargo solo jugó los minutos finales de la derrota por 3-2 frente a la RFA.
En 1973, Hunter estuvo en el combinado inglés que necesitaba ganar el último partido clasificatorio para ir al Mundial de 1974 en Alemania. El rival, en Wembley, era Polonia, quien tan solo necesitaba empatar para clasificarse a expensas de Inglaterra. Iban 0-0 cuando Hunter intentó hacer una entrada, pero en su lugar pisó la bola y la perdió. Polonia rápidamente lanzó el contraataque y marcó. Allan Clarke igualó el marcador por medio de un penalti pero Inglaterra no pudo marcar otra vez, y el 1-1 hizo que perdieran su plaza para el Mundial. En otra fotografía memorable de la carrera de Hunter se le ve desconsolado mientras le arrastran fuera del campo sus compañeros Harold Shepherdson y Bobby Moore. El propio Moore cometió un error similar cuando Inglaterra perdió contra Polonia por 2-0 el 6 de junio de ese año.

## Retiro
Desde 1993 Hunter colabora en varias emisoras de radio como BBC Radio Leeds y Yorkshire Radio comentando los partidos del Leeds.
En 1993 también ayudó en la Escuela Primaria Beechwood en Leeds dando clases de fútbol a los niños.
En 1998, la Football League, como parte de las celebraciones de su centenario, incluyeron a Hunter en la lista de los 100 League Legends.
En 2004 publicó su autobiografía Biting Talk.
Contrajo matrimonio con su esposa Susan desde el 11 de junio de 1968. Tuvieron un hijo y una hija y, en el momento de su fallecimiento tenía dos nietos.
En la final del Mundial de 1966 donde Inglaterra venció por cuatro goles a dos a Alemania Occidental tan solo los once jugadores que estaban en el campo recibieron las medallas. A consecuencia de una campaña promovida por la FA para lograr que la FIFA entregara las medallas a toda la plantilla. Hunter fue galardonado con su medalla por Gordon Brown en una ceremonia en el 10 de Downing Street el 10 de junio de 2009.
En 2009, apareció en la película The Damned United caracterizado por Mark Cameron.
Falleció a los 76 años a causa de la enfermedad COVID-19.

## Estadísticas[4]
| Club performance | Club performance | Club performance | Liga     | Liga  | Copa     | Copa   | Copa de la Liga | Copa de la Liga | Continental | Continental | Total    | Total |
| Temporada        | Club             | Liga             | Partidos | Goles | Partidos | Goles  | Partidos        | Goles           | Partidos    | Goles       | Partidos | Goles |
| Inglaterra       | Inglaterra       | Inglaterra       | Liga     | Liga  | FA Cup   | FA Cup | Copa de la liga | Copa de la liga | Europa      | Europa      | Total    | Total |
| ---------------- | ---------------- | ---------------- | -------- | ----- | -------- | ------ | --------------- | --------------- | ----------- | ----------- | -------- | ----- |
| 1962–63          | Leeds United     | Second Division  | 36       | 2     | 3        | 0      | 2               | 0               |             |             | 41       | 2     |
| 1963–64          | Leeds United     | Second Division  | 42       | 2     | 3        | 0      | 2               | 0               |             |             | 47       | 2     |
| 1964–65          | Leeds United     | First Division   | 41       | 2     | 8        | 0      | 2               | 1               |             |             | 51       | 3     |
| 1965–66          | Leeds United     | First Division   | 41       | 5     | 2        | 0      | 1               | 0               | 11          | 0           | 55       | 5     |
| 1966–67          | Leeds United     | First Division   | 40       | 0     | 7        | 0      | 3               | 0               | 10          | 0           | 60       | 0     |
| 1967–68          | Leeds United     | First Division   | 40       | 2     | 5        | 0      | 7               | 0               | 11          | 0           | 63       | 2     |
| 1968–69          | Leeds United     | First Division   | 42       | 0     | 2        | 0      | 2               | 0               | 9           | 1           | 55       | 1     |
| 1969–70          | Leeds United     | First Division   | 35       | 1     | 7        | 0      | 2               | 0               | 6           | 0           | 50       | 1     |
| 1970–71          | Leeds United     | First Division   | 42       | 1     | 4        | 1      | 1               | 0               | 10          | 0           | 57       | 2     |
| 1971–72          | Leeds United     | First Division   | 42       | 0     | 7        | 0      | 4               | 0               | 3           | 0           | 56       | 0     |
| 1972–73          | Leeds United     | First Division   | 32       | 1     | 7        | 0      | 5               | 0               | 9           | 0           | 53       | 1     |
| 1973–74          | Leeds United     | First Division   | 42       | 0     | 5        | 0      | 1               | 0               | 1           | 0           | 49       | 0     |
| 1974–75          | Leeds United     | First Division   | 25       | 1     | 5        | 0      | 4               | 0               | 8           | 0           | 41       | 1     |
| 1975–76          | Leeds United     | First Division   | 31       | 1     | 2        | 0      | 2               | 0               |             |             | 35       | 1     |
| 1976–77          | Leeds United     | First Division   | 9        | 0     |          |        | 1               | 0               |             |             | 10       | 0     |
| 1976–77          | Bristol City     | First Division   | 31       | 0     | 3        | 0      | 1               | 0               |             |             | 35       | 0     |
| 1977–78          | Bristol City     | First Division   | 38       | 3     | 3        | 0      | 2               | 0               |             |             | 43       | 3     |
| 1978–79          | Bristol City     | First Division   | 39       | 1     | 3        | 0      | 2               | 0               |             |             | 44       | 1     |
| 1979–80          | Barnsley         | Third Division   | 24       | 0     | 2        | 0      | 1               | 0               |             |             | 27       | 0     |
| 1980–81          | Barnsley         | Third Division   | 6        | 0     |          |        |                 |                 |             |             | 6        | 0     |
| 1981–82          | Barnsley         | Second Division  | 0        | 0     |          |        |                 |                 |             |             | 0        | 0     |
| 1982–83          | Barnsley         | Second Division  | 1        | 0     |          |        |                 |                 |             |             | 1        | 0     |
| Total            | Total            | Total            | 679      | 22    | 78       | 1      | 45              | 1               | 78          | 1           | 880      | 25    |

## Premios
Inglaterra
- Copa Mundial: campeón (1): 1966
- Eurocopa: tercer puesto (1): 1968

Leeds United
- Football League First Division: campeón (2): 1968–69, 1973–74, segundo puesto: (5): 1964–65, 1965–66, 1969–70, 1970–71, 1971–72
- Football League Second Division: campeón (1): 1963–64
- FA Cup: campeón (1): 1971-72, segundo puesto (3): 1964-65, 1969-70, 1972-73
- Football League Cup: campeón (1): 1967-68
- FA Charity Shield: campeón (1): 1969, segundo puesto (1): 1974
- Copa de Ferias: campeón (2): 1967-68, 1970-71, finalista (1): 1966-67
- Recopa de Europa: finalista (1): 1972-73
- Copa de Campeones: finalista (1): 1974-75

Individual:
- Premio PFA al jugador del año: campeón (1): 1973/74
- PFA Team of the Year: elegido (1): 1973/74
- Football League 100 Legends: elegido (1): 1998
- Leeds United Player of the Year: campeón (1): 1971